# 唐健伯
唐健伯（1904年—1978年），四川金堂人，中华人民共和国政治人物、中国人民解放军少将。
1932年，唐健伯参加中国工农红军，任鄂西独立师第1团文湘书、红三军8师教导团技术书记，第7师师部书记，红2军团4师司令部作战侦察参谋，红2方面军第4参谋长，教导大队参谋训练队队长，率部参加长征。抗日战争期间，任八路军120师作战科科长、参谋处处长，新四军第5师参谋处处长。国共二次内战期间，担任中原军区参谋处处长，吕梁军区、晋中军区参谋长。中华人民共和国成立后，担任晋绥军区南下工作团、川西军区参谋长、工程兵器材部部长等职位。授中国人民解放军少将军衔，一级八一勋章、二级独立自由勋章、一级解放勋章。